# کتابخانه ملی ترکیه

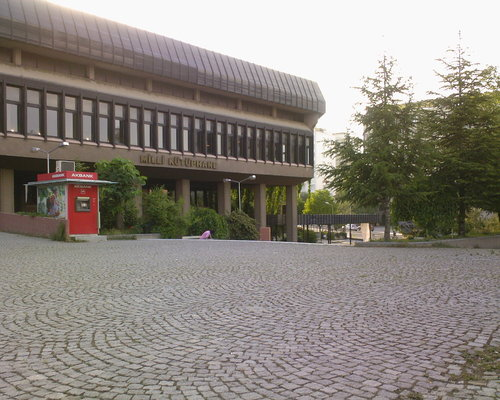
نمایی از ساختمان کتابخانه ملی ترکیه - آگوست ۲۰۰۹

## کتابخانه ملی ترکیه
کتابخانه‌های ترکیه دارای تاریخچه ای کهن هستند. این کتابخانه‌ها در ادوار مختلف منشأ علم و منبع مشاوره مردم بوده و اهمیت خود را تا زمان حال نیز حفظ کرده‌اند. در حال حاضر کتابخانه‌های ترکیه اغلب کتابخانه‌های وابسته به وزارت آموزش ملی و وزارت فرهنگ یا کتابخانه‌های خصوصی، در شهرهای بزرگ به‌خصوص استانبول و آنکارا را شامل می‌شود. و با توجه به اینکه تعداد کتابخانه‌های رسمی در شهرها و بخش‌ها و روستاها بسیار اندک می‌باشد، لذا در این مناطق کتابخانه سیار در خدمت مردم می‌باشند. در استانبول که به شهر کتابخانه‌ها مشهور می‌باشد، تعداد زیادی نسخه‌های خطی عربی، فارسی و عثمانی که از لحاظ تاریخی برای محققان ارزش بسیار زیادی دارد در تعداد زیادی از کتابخانه‌ها و به‌خصوص در کتابخانه‌های نور عثمانیه و بیازیت موجود است.
هسته اصلی و اولیه کتابخانه ملی ترکیه با حمایت رجب پیکر، نخست‌وزیر وقت در سال ۱۹۴۶ در مدیریت نشریات وزارت آموزش ملی تشکیل شد. کتابخانه ملی ترکیه در منطقه باغچه لی اِولَر در شهر آنکارا واقع شده‌است. این کتابخانه یکی از جوان‌ترین کتابخانه‌های ملی دنیاست و کار خود را در پانزدهم آوریل ۱۹۴۶ در دفتر کوچکی در وزارت آموزش و پرورش با حدود هشت هزار اثر آغاز کرد. در اول آوریل ۱۹۴۷ این مجموعه به ساختمان دیگری انتقال یافت و موجودی آن به شصت هزار جلد افزایش یافت. محل جدید شانزدهم اوت ۱۹۴۸ برای استفاده عموم گشایش یافت. در ۲۹ مارس ۱۹۵۰ تأسیس کتابخانه ملی به تصویب قانونی رسید و به موجب متمم این قانون، مصوب هجدهم مه ۱۹۵۵، نیز مؤسسه کتاب‌شناختی (Bibliographical Institute) زیر نظر کتابخانه ملی ترکیه تأسیس شد.

## ساختمان مجموعه
از آنجا که ساختمان دوم پاسخگوی نیاز آینده نبود، در سال ۱۹۶۵ برنامه‌ریزی برای تأسیس ساختمانی جدید آغاز شد ولی اتمام آن به درازا کشید، سرانجام در سال ۱۹۸۲ ساختمان به اتمام رسید و پنجم اوت ۱۹۸۳ با نام بش اولر (BESEVLER) به‌طور رسمی گشایش یافت. فضای کتابخانه ۳۹ هزار متر مربع است که قابلیت گسترش آتی را نیز دارد. این کتابخانه در سه بلوک متصل به هم با سی و نه هزار متر مربع زیربنا ساخته شده (بلوک ۱. بخش خدمات مدیریت، بلوک ۲. بخش خدمات مطالعاتی، بلوک ۳. بخش انبار) و شامل بخش اداری و مدیریت، تالارهای اختصاصی و عمومی برای مطالعه، تالارهای مطالعه گروهی، اتاق‌های ویژه مطالعه هنرهای زیبا، آمفی تئاتر، و نمایشگاه است. همچنین ساختمان به سیستم اطفای حریق مجهز است.
هم‌اکنون کتابخانه ملی زیر نظر وزارت فرهنگ و هنر با بودجه مستقل فعالیت می‌کند، در سال ۱۹۹۵ بودجه آن بالغ بر ۸۰۸۹۵۰۰۰۰۰۰ لیره ترک بود. در سال ۱۹۹۳ کتابخانه دارای ۲۴۴ کارمند بود که ۳۶ نفر آن متخصص بودند. کادر اداری این کتابخانه، شامل پست‌های ریاست، معاون ریاست، ۳ مدیر کل و ۱۵ رئیس اداره می‌باشد. بخش‌های اصلی کتابخانه ملی عبارتند از:بخش مجموعه سازی، بخش مواد غیر کتابی، بخش نشریات، بخش فهرست‌نویسی و رده‌بندی، بخش اطلاعات کتاب‌شناختی، بخش فهرستگان نسخ خطی، بخش مواد و خدمات، بخش ارائه خدمات ریزنگار، بخش پردازش اطلاعات، بخش هماهنگی، بخش روابط بین‌الملل و بخش فعالیت‌های فرهنگی و اجتماعی.

## اهداف کتابخانه
مهم‌ترین اهداف کتابخانه؛ کمک به تحقیقات در مورد فرهنگ ترک، ایجاد یک مرکز برای جمع‌آوری آثار و برگه‌های تاریخی، ایجاد تسهیلات برای فعالیت‌های فرهنگی و علمی و تحقیقاتی در داخل و خارج کشور، جمع‌آوری اسناد علمی و تحقیقی مربوط به فرهنگ و مردم ترک.
قانون واسپاری در سال ۱۹۳۴ به تصویب رسیده بود که بر مبنای آن اکنون یک نسخه از کتب چاپی باید به کتابخانه ارسال شود ولی این قانون نیاز به روزآمد شدن دارد که کلیه منابع انتشاراتی را دربرگیرد. نشریات و آثاری که در خارج از ترکیه در مورد فرهنگ ترک و ترکیه به چاپ می‌رسد نیز در حد امکان خریداری می‌گردد. از طرفی با جذب کمک‌های موسسات فرهنگی و علمی و نیز اشخاص و همچنین از طریق تبادل کتاب بین کتابخانه‌های داخلی و خارجی سعی بر آن است که آرشیو کتابخانه ملی غنی‌تر گردد.

## مجموعه کتابخانه
مجموعه کتابخانه بالغ بر ۱۲۳۸۲۱۰ جلد است که از این تعداد ۹۱۹۹۱۳ جلد کتاب و بقیه ادواری‌ها، مواد غیر کتابی وغیره‌است. تعداد نسخ خطی آن ۳۰ هزار جلد است. مجموع کتاب‌های ترکی موجود در کتابخانه ملی ۵۰ هزار کتاب با الفبای عربی جزو مجموعه است که در سال ۱۷۲۹ تا ۱۹۲۸ چاپ شده‌است. از این تاریخ به بعد الفبای ترکی به لاتین تغییر یافت.
علاوه بر مجموعه فوق، این کتابخانه دارای ۳۰ هزار نسخه خطی و اثر نادر است که از طریق اهدا یا خرید فراهم شده‌است. در سال ۱۹۸۷ کامپیوتری شدن کتابخانه آغاز شد. خدمات کامپیوتری در کتابخانه از سه طریق انجام می‌گیرد:۱. از طریق دیسک‌های فشرده ۲. از طریق اینترنت ۳. از طریق opac دسترسی عام به پایگاه اطلاعاتی کتابخانه.
این کتابخانه کتابشناسی ملی را منتشر می‌کند و ویرایش بیستم رده‌بندی دهدهی دیوئی را ترجمه کرده و مشغول ترجمه و تدوین عنوان موضوعی است. تعدادی فهرستگان تهیه کرده، از جمله فهرستگان نسخ خطی، فهرستگان کتاب‌های عربی ترکیه، فهرستگان کتاب‌های خارجی. اکنون کتابخانه به عنوان مرکز ملی اطلاع‌رسانی عمل می‌کند و پروژه کامپیوتری کردن کتابخانه‌ها را به عهده دارد و مشغول تهیه Turk MARK است.
کتابخانه ملی از قشرهای مختلف جامعه کاربر دارد و از آنجا که کتابخانه ملی کتابخانه‌ای است تحقیقاتی، لذا جهت استفاده‌کنندگان ارائه کارت عضویت اجباریست. برطبق قوانین اداری این کتابخانه افراد ذیل حق اخذ کارت عضویت دارند: اعضای هیئت علمی و اداری موسسات آموزش عالی، کارکنان دولتی و بازنشستگان، اعضا اتحادیه اصناف، بازنشستگان لشکری و کشوری، دانشجویان دانشگاه‌ها و مراکز آموزش.
کتابخانه ملی ترکیه از جمله کتابخانه‌های ملی است که با توجه به همسایگی آن با ایران و همانندی‌های فرهنگی دو کشور، تجربه‌ها و دستاوردهای آن می‌تواند مورد استفاده جامعه کتابداری ایران قرار گیرد.